# Félix III
Pour les articles homonymes, voir Saint Félix.
Félix III (décédé le 1er mars 492) est le 48e évêque de Rome de l'Église catholique, du 13 mars 483 jusqu'à sa mort. Son excommunication d'Acace de Constantinople, patriarche de Constantinople et auteur de l'hénotique, est considérée comme le début du schisme homéiste. Il est commémoré le 1er mars.

## Famille
Félix naît dans une famille sénatoriale romaine, la gens Caelia, son père est prêtre,  du nom de Félix. Il est marié et veuf avant d'être élu pape. Son épouse Petronia est issue d'un Gordianus, un aristocrate romain, de plus, son épouse est la tante paternelle d'Agapet Ier, pape en 535. De son épouse, il engendre quatre enfants, Felix, grand-père du pape Grégoire Ier,, Paulla, qui décède en 484, Aemiliana, qui décède en 489, et Gordianus, son plus jeune enfant, décédé à 12 ans en 485.
On raconte également que Félix est apparu à une autre de ses descendants, son arrière-petite-fille Trasilla, une tante du pape Grégoire Ier, et lui a demandé d'entrer au paradis, et « la veille de Noël, Trasilla est morte en voyant Jésus-Christ lui faisant signe ».

## Pontificat
En réalité, on ne sait rien de certain sur Félix, qui reçut le titre cardinalice de Fasciolae, jusqu'à ce qu'il succède au pape Simplice le 13 mars 483.
Il est élu avec le soutien de son prédécesseur. L'élection du pape a généralement lieu avec le choix du peuple de Rome et la ratification impériale mais, comme il n'y a plus d'empereur d'Occident, le roi des Hérules Odoacre revendique ce droit pour lui-même. Il envoie à Rome la fonctionnaire Cecina Basilio, qui se présente avec un décret, signé selon lui par feu le pape Simplice, dans lequel il est prescrit que l'élection d'un pape aura désormais lieu avec l'avis des délégués royaux. Personne ne s'oppose au prétendu décret ; Félix est élu lors des consultations et consacré le 13 mars 483.
La forte personnalité du pape parvient rapidement à faire oublier ce soutien politique. Félix III est confronté dès 488, à l'invasion de l'Italie par Théodoric le Grand et à la chute du roi Odoacre. En province d'Afrique, les Vandales, des ariens, déclenchent une violente persécution contre les catholiques. Félix est considéré comme un pape sévère et rigide.

### Hérésie eutychienne

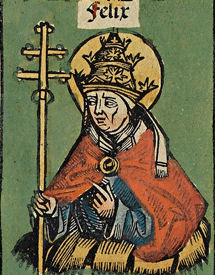
Hartmann Schedel, portrait de Félix III dans La Chronique de Nuremberg, 1493.

À cette époque, l'Église est encore au milieu d'un long conflit avec l'hérésie d'Eutychès. La rupture avec le patriarcat de Constantinople occupe particulièrement le pontificat de Félix.
Eutychès est archimandrite à Constantinople. Dans son opposition au nestorianisme, il semble avoir poussé le point de vue opposé à l'extrême. Dans un effort pour désamorcer la controverse concernant les enseignements d'Eutychès, en 482, l'empereur d'Orient Zénon, sous l'influence du patriarche Acace de Constantinople, tente d'apaiser le conflit monophysiste en publiant un édit connu sous le nom d' Hénotique (Henotikon ou « acte d'union »), supposé trouver un compromis entre monophysisme et orthodoxie catholique, dans lequel il déclare qu'aucun symbole de foi autre que ceux établis au premier concile de Nicée, avec les ajouts de 381, peuvent être reconnus. L'édit est interprété comme une obligation de réconciliation entre catholiques et eutychiens. Il provoque toutefois des conflits plus grands que jamais et divise l'Église d'Orient en trois ou quatre partis. L'Hénotique approuve les condamnations d'Eutychès et de Nestorius prononcées à Chalcédoine et, explicitement, les douze anathèmes de Cyrille d'Alexandrie, mais en tentant d'apaiser les deux côtés du différend, il évite toute déclaration définitive sur la question de savoir si le Christ avait une ou deux natures.
Félix III y décèle très vite une influence cachée du monophysisme ; il lance aussitôt l'anathème en 484 contre Acace, inspirateur du texte, mais épargne l'empereur d'Orient.
Alors que les catholiques rejettent l'édit de Zénon, l'empereur d'Orient chasse les patriarches d'Antioche et d'Alexandrie de leurs sièges. Pierre le Foulon, monophysite bien connu, dépose le patriarche Martyrius d'Antioche et s'installe dans le siège d'Antioche en 470. Pierre III d'Alexandrie occupe le siège d'Alexandrie. Lors de son premier synode, Félix excommunie Pierre le Foulon. En 484, il excommunie également Pierre III, un acte qui provoque un schisme entre l'Est et l'Ouest. Pierre III d'Alexandrie, s'attire les bonnes grâces de l'empereur d'Orient et d'Acace en signant l'Henotikon et, au grand dam de nombreux évêques, est réadmis dans la pleine communion par Acace.
Félix, après avoir convoqué un nouveau synode, envoie des légats auprès de l'empereur et du patriarche Acace, ordonnant que Pierre III d'Alexandrie soit expulsé d'Alexandrie et qu'Acace se présente à Rome pour expliquer sa conduite. Les légats sont arrêtés, emprisonnés puis, sous la pression de menaces et de promesses, entrent en communion avec les hérétiques en insérant le nom de Pierre III d'Alexandrie dans la lecture des diptyques sacrés. Lorsque leur trahison est révélée à Rome par Siméon le Stylite, l'un des moines acémétiques, Félix convoque un synode de 77 évêques dans la basilique Saint-Jean-de-Latran, qui excommunie Acace et les légats pontificaux. Soutenu par l'empereur, Acace ignore l'excommunication, efface le nom du pape des diptyques sacrés et reste à son siège jusqu'à sa mort, qui survient en 489. Son successeur, Fravitas de Constantinople, envoie des messagers à Félix avec l'assurance qu'il n'est pas en communion avec Pierre III d'Alexandrie, mais, le pape, ayant réalisé que c'est un mensonge, le schisme continue. Pierre III entre-temps décède, Euphémius de Constantinople, successeur de Fravitas, tente de revenir en communion avec Rome mais le pape refuse, étant donné que le nouvel évêque n'a pas retiré les noms de ses deux prédécesseurs des diptyques sacrés.
Le schisme dit Acacien va durer jusqu'au règne de l'empereur d'Orient Justin Ier en 519, soit 35 ans, du fait de l'obstination du pape et du patriarche : Félix ne fait aucune concession, ni quand Odoacre tente de se rapprocher de Zénon, ni après la mort de Zénon et d'Acace, ni en 491, quand le nouvel empereur monophysite Anastase Ier accède au trône alors que le nouveau patriarche de Constantinople, orthodoxe, essaie vainement de rétablir l'union entre les deux Églises.

### Persécutions des Vandales en Afrique
En Province d'Afrique, conquise par les Vandales, fervents ariens, les persécutions du roi Genséric et de son fils et successeur Hunéric, qui durent depuis plus de 50 ans, ont contraint de nombreux romains catholiques à l'exil. Cependant, les Vandales restent résolument ariens. Félix parvient ainsi, avec l'aide de Zénon, qui signe une trêve avec les Vandales, à mettre un terme aux persécutions contre les catholiques africains. À la mort d'Hunéric, les persécutions sont atténuées et beaucoup de ceux qui, par peur, avaient été rebaptisés ariens, désirent retourner dans l'Église. Ceux qui sont restés fermes dans la foi sous la persécution refusent ce retour de leurs frères et font appel à Félix qui convoque le synode du Latran (487) et envoie une lettre apostolique aux évêques d'Afrique leur exposant et leur précisant sous quelles conditions ils peuvent recevoir de nouveau dans l'Église ces « brebis égarées ».

### Mort et culte
Le pape Félix III meurt à Rome le 1er mars 492, après 8 ans, 11 mois et 23 jours de règne. Il est déclaré saint par l'Église catholique, qui le fête le 1er mars. Il a été enterré dans le tombeau familial de la basilique Saint-Paul-hors-les-Murs aux côtés de son père, de sa femme et de ses enfants.
Félix de Anici, qui n'avait pas de chiffre de son vivant, aurait dû porter le nom pontifical Félix II, puisque Félix II, un arien, est en réalité un antipape contre le pape légitime Libère ; cependant, étant donné que l'antipape Félix II a été confondu avec un martyr du même nom, vénéré par l'Église catholique comme un saint, il a été considéré pendant de nombreux siècles comme légitime et, par conséquent, inclus dans le décompte.

## Source
- (en)/(it) Cet article est partiellement ou en totalité issu des articles intitulés en anglais « Pope Felix III » (voir la liste des auteurs) et en italien « Papa Felice III » (voir la liste des auteurs).